# AN/SQS-26
AN/SQS-26は、アメリカ合衆国のゼネラル・エレクトリック社とEDO社が開発した軍用ソナー。3キロヘルツ級の低周波を使用し、また、捜索と攻撃用精密追尾の両機能を有するマルチモード・ソナーである。また、のちに改良型のAN/SQS-53が開発され、配備された。

## 概要
1950年代後半、長射程のアスロック対潜ミサイルの艦隊配備に伴い、アメリカ海軍では、5キロヘルツ級の低周波ソナーであるAN/SQS-23を採用した。これは、サンガモ社によりAN/SQS-29（AN/SQS-4 mod.1改良型、8キロヘルツ級）を発展させるかたちで開発されたもので、理想的な音響環境では40,000ヤード (37 km)の探知距離を発揮できた。しかし当時、ソ連海軍は急速に潜水艦戦力の拡充を進めており、アメリカ海軍は、さらなる遠距離探知が可能な低周波ソナーを求めていた。これに応じて、1955年よりEDOおよびゼネラル・エレクトリックによって開発されたのが本機である。1961年には試作機であるXN-1が製作され、同年には初期生産の契約がなされた。
探信儀としては3.05－4.5キロヘルツ、また聴音機として使った場合は1.5キロヘルツまでの音波を検知することができる。直接探知範囲（direct path）としては18.3キロメートル (9.9 nmi)、収束帯（CZ）や海底反跳（bottom bounce, BB）といった特殊な音響環境を活用できれば64キロメートル (35 nmi)近い探知可能距離を有するとされていた。送振機は大型の艦首ドームに収容され、高さ1.68メートル、直径4.88メートル、重量27,216kgである。ステーブ（stave）は72本で、それぞれに8個の素子が備えられており、また、37個のコンピュータを備えている。
初期生産によるゼネラル・エレクトリックのAN/SQS-26 AXは、1963年中ごろより配備されはじめたが、同年、EDOは、ほぼ同一の設計によるAN/SQS-26 BXの発注を受け、これは、1966年より就役を開始した。
1964年、ゼネラル・エレクトリックに対し、改良型のAN/SQS-26 CXが発注され、これは1969年より就役した。また、1965年、既存のAN/SQS-26 AXを改修するAN/SQS-26 AXRの開発が開始され、のちに全ての装備艦が改修を受けた。

## SQS-53
SQS-26 CXをソリッドステート化するとともに、新型のMk.116 水中攻撃指揮装置に対応するように改修したものは、新たにAN/SQS-53の制式番号を付与された。アナログ式のAN/SQS-53A、デジタル化されたAN/SQS-53B、コンピュータ制御のAN/SQS-53C、53A及び53BをCOTS化したAN/SQS-53Dがある。
AN/SQS-26と同様、最大探知距離はCZ利用時の64km弱となるが、平均探知距離はダイレクトパスの9km以内であった。
なお、AN/SQS-53は後に、Mk.116 水中攻撃指揮装置、AN/SQR-19 戦術曳航ソナーとともに、AN/SQQ-89 統合対潜戦システム（ASWCS）のサブシステムとして統合された。

## 採用国と搭載艦
SQS-26
 アメリカ海軍
- ベルナップ級ミサイル巡洋艦
- 原子力ミサイル巡洋艦「トラクスタン」
- カリフォルニア級原子力ミサイル巡洋艦
- ブロンシュタイン級フリゲート
- ガーシア級フリゲート
- ブルーク級ミサイルフリゲート
- ノックス級フリゲート
  - ダムヤット級（ エジプト海軍）
  - プチャヨファ・チュラロク級（ タイ海軍）
  - 済陽級（ 台湾海軍）
  - ムアヴェネト級（ トルコ海軍）
  - アレンデ級（ メキシコ海軍）

SQS-53
 アメリカ海軍
- バージニア級原子力ミサイル巡洋艦
- スプルーアンス級駆逐艦
- キッド級ミサイル駆逐艦
  - 基隆級（ 台湾海軍）
- タイコンデロガ級ミサイル巡洋艦
- アーレイ・バーク級ミサイル駆逐艦

 海上自衛隊
- あたご型護衛艦
- まや型護衛艦
- イージス・システム搭載艦

 ベネズエラ海軍
- マリスカル・スクレ級フリゲート